# ۲۰ فوریه
۲۰ فوریه پنجاه و یکمین روز سال در گاه‌شماری میلادی است. ۳۱۴ روز (در سال‌های کبیسه ۳۱۵روز) تا پایان سال باقی‌است.

## زادروزها
- ۱۸۴۴ - لودویگ بولتزمان، فیزیک‌دان و فلسفه‌دان اتریشی
- ۱۹۰۲ - انسل آدامز، عکاس آمریکایی
- ۱۹۲۵ - رابرت آلتمن، فیلمساز آمریکایی
- ۱۹۲۷ - سیدنی پوآتیه، بازیگر و کارگردان باهامایی-آمریکایی
- ۱۹۴۳ - مایک لی، فیلم‌ساز و کارگردان انگلیسی

## مناسبت‌ها
- روز جهانی عدالت اجتماعی